# Campionato mondiale di motocross 1996
Il campionato mondiale di motocross del 1996, fu la quarantesima edizione, si è disputato su 13 prove dal 24 marzo al 8 settembre 1996.
Al termine della stagione il neozelandese Shayne King si è aggiudicato il titolo per la classe 500cc, il belga Stefan Everts si è aggiudicato la 250cc e il francese Sébastien Tortelli ha conquistato la classe 125cc.

## 500 cc

### Calendario
| Prova | Data        | Gran Premio                 | Località      | Vincitore gara 1 | Vincitore gara 2 | Vincitore GP    |
| ----- | ----------- | --------------------------- | ------------- | ---------------- | ---------------- | --------------- |
| 1     | 31 marzo    | Gran Premio d'Italia        | Asti          | Shayne King      | Shayne King      | Shayne King     |
| 2     | 21 aprile   | Gran Premio d'Austria       | Schwanenstadt | Rupert Walkner   | Darryl King      | Darryl King     |
| 3     | 5 maggio    | Gran Premio di Francia      | Plomion       | Joël Smets       | Shayne King      | Shayne King     |
| 4     | 12 maggio   | Gran Premio del Portogallo  | Arganil       | Darryl King      | Shayne King      | Shayne King     |
| 5     | 2 giugno    | Gran Premio di Slovacchia   | Sverepec      | Joël Smets       | Joël Smets       | Joël Smets      |
| 6     | 16 giugno   | Gran Premio dei Paesi Bassi | Berghem       | Leon Giesbers    | Leon Giesbers    | Leon Giesbers   |
| 7     | 30 giugno   | Gran Premio di Cechia       | Kramolín      | Shayne King      | Joël Smets       | Shayne King     |
| 8     | 21 luglio   | Gran Premio d'Irlanda       | Cork          | Jacky Martens    | Darryl King      | Shayne King     |
| 9     | 4 agosto    | Gran Premio di Belgio       | Namur         | Jacky Martens    | Shayne King      | Shayne King     |
| 10    | 11 agosto   | Gran Premio di Lussemburgo  | Reil          | Bernd Eckenbach  | Peter Johansson  | Peter Johansson |
| 11    | 25 agosto   | Gran Premio di Svezia       | Saxtorp       | Joël Smets       | Shayne King      | Jacky Martens   |
| 12    | 8 settembre | Gran Premio di Germania     | Gaildorf      | Pit Beirer       | Bernd Eckenbach  | Peter Johansson |

### Classifica finale piloti
| Pos. | Pilota          | Moto      | Punti |
| ---- | --------------- | --------- | ----- |
| 1    | Shayne King     | KTM       | 344   |
| 2    | Joël Smets      | Husaberg  | 318   |
| 3    | Peter Johansson | Husqvarna | 266   |
| 4    | Dietmar Lacher  | Honda     | 242   |
| 5    | Darryl King     | Honda     | 208   |
| 6    | Gert Van Doorn  | Honda     | 188   |
| 7    | Jacky Martens   | Husqvarna | 160   |
| 8    | Danny Theybers  | Honda     | 145   |
| 9    | Rupert Walkner  | KTM       | 144   |
| 10   | Bernd Eckenbach | Kawasaki  | 111   |

## 250 cc

### Calendario
| Prova | Data         | Gran Premio                  | Località             | Vincitore gara 1 | Vincitore gara 2 | Vincitore GP     |
| ----- | ------------ | ---------------------------- | -------------------- | ---------------- | ---------------- | ---------------- |
| 1     | 24 marzo     | Gran Premio di Spagna        | Talavera de la Reina | Stefan Everts    | Stefan Everts    | Stefan Everts    |
| 2     | 31 marzo     | Gran Premio dei Paesi Bassi  | Valkenswaard         | Stefan Everts    | Stefan Everts    | Stefan Everts    |
| 3     | 14 aprile    | Gran Premio di Germania      | Teutschenthal        | Marnicq Bervoets | Tallon Vohland   | Marnicq Bervoets |
| 4     | 21 aprile    | Gran Premio di Polonia       | Gdynia               | Marnicq Bervoets | Marnicq Bervoets | Marnicq Bervoets |
| 5     | 5 maggio     | Gran Premio d'Italia         | Mantova              | Marnicq Bervoets | Marnicq Bervoets | Marnicq Bervoets |
| 6     | 2 giugno     | Gran Premio di Svezia        | Tibro                | Marnicq Bervoets | Yves Demaria     | Marnicq Bervoets |
| 7     | 16 giugno    | Gran Premio di Finlandia     | Heinola              | Marnicq Bervoets | Marnicq Bervoets | Marnicq Bervoets |
| 8     | 23 giugno    | Gran Premio di Gran Bretagna | Foxhill              | Stefan Everts    | Stefan Everts    | Stefan Everts    |
| 9     | 14 luglio    | Gran Premio del Brasile      | Belo Horizonte       | Stefan Everts    | Stefan Everts    | Stefan Everts    |
| 10    | 28 luglio    | Gran Premio di San Marino    | Borgo Maggiore       | Andrea Bartolini | Yves Demaria     | Yves Demaria     |
| 11    | 4 agosto     | Gran Premio di Francia       | Iffendic             | Stefan Everts    | Stefan Everts    | Stefan Everts    |
| 12    | 18 agosto    | Gran Premio del Belgio       | Kester               | Stefan Everts    | Marnicq Bervoets | Tallon Vohland   |
| 13    | 1º settembre | Gran Premio di Svizzera      | Roggenburg           | Stefan Everts    | Frédéric Bolley  | Frédéric Bolley  |

### Classifica finale piloti
| Pos. | Pilota           | Moto     | Punti |
| ---- | ---------------- | -------- | ----- |
| 1    | Stefan Everts    | Honda    | 390   |
| 2    | Marnicq Bervoets | Suzuki   | 381   |
| 3    | Tallon Vohland   | Kawasaki | 346   |
| 4    | Yves Demaria     | Yamaha   | 253   |
| 5    | Frédéric Bolley  | Kawasaki | 240   |
| 6    | Andrea Bartolini | Yamaha   | 230   |
| 7    | Pit Beirer       | Honda    | 194   |
| 8    | Werner Dewit     | Suzuki   | 180   |
| 9    | Joakim Karlsson  | Honda    | 172   |
| 10   | Pedro Tragter    | Suzuki   | 139   |

## 125 cc

### Calendario
| Prova | Data      | Gran Premio                  | Località             | Vincitore gara 1   | Vincitore gara 2   | Vincitore GP       |
| ----- | --------- | ---------------------------- | -------------------- | ------------------ | ------------------ | ------------------ |
| 1     | 14 aprile | Gran Premio d'Italia         | Giavera del Montello | Massimo Bartolini  | Massimo Bartolini  | Massimo Bartolini  |
| 2     | 21 aprile | Gran Premio di Svizzera      | Payerne              | Sébastien Tortelli | Sébastien Tortelli | Sébastien Tortelli |
| 3     | 5 maggio  | Gran Premio di Spagna        | Bellpuig             | Sébastien Tortelli | Frédéric Vialle    | Sébastien Tortelli |
| 4     | 12 maggio | Gran Premio dei Paesi Bassi  | Lichtenvoorde        | Sébastien Tortelli | Erik Eggens        | Sébastien Tortelli |
| 5     | 19 maggio | Gran Premio d'Ungheria       | Kaposvár             | Sébastien Tortelli | Sébastien Tortelli | Sébastien Tortelli |
| 6     | 2 giugno  | Gran Premio d'Indonesia      | Pugeran              | Frédéric Vialle    | Sébastien Tortelli | Sébastien Tortelli |
| 7     | 16 giugno | Gran Premio di Francia       | Cussac               | Sébastien Tortelli | Sébastien Tortelli | Sébastien Tortelli |
| 8     | 23 giugno | Gran Premio di Gran Bretagna | Foxhill              | Sébastien Tortelli | Sébastien Tortelli | Sébastien Tortelli |
| 9     | 7 luglio  | Gran Premio del Belgio       | Nismes               | Stefan Everts      | Luigi Seguy        | Sébastien Tortelli |
| 10    | 14 luglio | Gran Premio di Slovenia      | Orehova Vas          | Sébastien Tortelli | Sébastien Tortelli | Sébastien Tortelli |
| 11    | 28 luglio | Gran Premio di Cechia        | Jinín                | Paul Malin         | Sébastien Tortelli | Sébastien Tortelli |
| 12    | 28 agosto | Gran Premio di Germania      | Holzgerlingen        | Sébastien Tortelli | Sébastien Tortelli | Sébastien Tortelli |

### Classifica finale piloti
| Pos. | Pilota               | Moto     | Punti |
| ---- | -------------------- | -------- | ----- |
| 1    | Sébastien Tortelli   | Kawasaki | 392   |
| 2    | Paul Malin           | Yamaha   | 283   |
| 3    | Frédéric Vialle      | Yamaha   | 276   |
| 4    | Luigi Seguy          | Kawasaki | 203   |
| 5    | Michele Fanton       | Kawasaki | 168   |
| 6    | Colin Dugmore        | Honda    | 158   |
| 7    | Alessandro Belometti | Honda    | 156   |
| 8    | Stéphane Roncada     | Honda    | 149   |
| 9    | Erik Camerlengo      | Yamaha   | 125   |
| 10   | Bobby Moore          | Yamaha   | 121   |